# Unité des communes valdôtaines du Valdigne - Mont-Blanc
L'unité des communes valdôtaines du Valdigne - Mont-Blanc réunit cinq communes valdôtaines.
- Courmayeur
- La Salle
- La Thuile
- Morgex
- Pré-Saint-Didier

Son nom dérive de l'ancienne dénomination traditionnelle de la haute Vallée d'Aoste, le Valdigne, et du mont Blanc.

## Activités
Le but principal est celui de favoriser le développement des communes, la préservation de l'environnement et la sauvegarde des traditions et de la culture locales.
Les directives de travail des dernières années se sont concentrées notamment sur :
- Le développement et la sauvegarde des alpages ;
- Le développement du tourisme.